# Шлягер року
Шлягер року — щорічна музична премія, музичний телепроєкт, започаткований у 1995 році композитором Олександром Злотником, підхоплений культурним діячем Олександром Свистуновим та журналісткою Українського радіо Анжелою Нарбоєвою.
Фестиваль направлений, щоб відзначити видатні досягнення у музичній індустрії та нагородити виконавців популярних пісень, а також їх творців — композиторів і поетів.
Вручення нагород супроводжується концертним шоу та відеозаписом з транслюванням надалі на каналах UA: Перший, ТРК Київ та ін.
Концерт зазвичай відбувається у Національному палаці «Україна», також відбувався у київському Палаці спорту та Жовтневому палаці).
Ведучими телепроєкту в різні роки були:
Василь Ілащук,
Ольга Сумська,
співачка SOE,
Тимур Мірошниченко та ін.

## Історія
- Вперше фестиваль відбувся 24 грудня 1995 року у Національному палаці мистецтв «Україна».

Серед учасників концерту були: гурт Green Grey, Олександр Пономарьов, дует «Світязь», Василь Зінкевич, Тарас Петриненко, Олександр Злотник, Іво Бобул, Лілія Сандулеса, Павло Зібров, Алла Кудлай, Павло Дворський, Надія Шестак та ін.
Вів концерт журналіст і телеведучий Василь Ілащук. Концерт відбувався без нагородження зірок.
- З 1995 по 1999 рік на Українському радіо та  Радіо «Промінь» виходила щотижнева радіоверсія фестивалю «Шлягер року».

Ведучим радіошоу був лідер гурту «Кому Вниз» Андрій Середа.
Учасниками радіочарту «Шлягер року» були: Павло Зібров, Віталій Білоножко, дует «Світязь», Катерина Бужинська, Надія Шестак та ін.
- 8 березня 1996 відбулася пожежа у центральній апаратній Українського радіо.

У травні того ж року «Шлягер року» організував благодійний марафон зі збору коштів для допомоги у відновленні роботи радіо.
Був організований масштабний концерт за участю: Ірини Білик, гурту Green Grey, Гаріка Кричевського, Віталія Білоножка та ін.
- Перший фінал з нагородженням артистів дипломами музичної премії «Шлягер року» відбувся у грудні 1996 року у Палаці спорту.

Серед зірок, відзначених музичною премією були: Ірина Білик, Олександр Пономарьов, Павло Зібров, Василь Зінкевич, Павло Дворський та ін.
- У 1997 році була введена нова номінація «Відкриття року». Нагороду отримала Катерина Бужинська.

- У 1998 році музичною премією «Шлягер року» була нагороджена Ані Лорак. В день концерту співачка відзначала свій 20ти-річний ювілей. Цього ж року відбувся дебют артиста Петра Чорного, який отримав нагороду у номінації «Відкриття року».

Дипломами «За вагомий внесок в розвиток української пісенної культури» були нагороджені також Ніна Матвієнко, Юрій Рибчинський, Олександр Злотник та ін.
- У 2004 році було введено нову номінацію «Надія шлягера». Цю нагороду отримала співачка Марія Яремчук.

- 5 грудня 2015 відбулась ювілейна XX церемонія нагородження та гала-концерт за участю українських артистів у великій залі Національного палацу мистецтв «Україна».

Серед учасників концерту: SOE, RULADA, Василь Зінкевич, Тарас Петриненко, Олександр Злотник, Іво Бобул, Лілія Сандулеса, Павло Зібров, Алла Кудлай, Павло Дворський, Надія Шестак, Оксана Пекун, Олександр Василенко, Жанна Боднарук, Олександр Тищенко, Анатолій Матвійчук, Маркіян Свято та інші артисти.
Ведучий концерту Василь Ілащук.
- У різні роки на фестивалі «Шлягер року» виступали також: Ані Лорак, SOE, Григорій Лепс, Олексій Глизін, Лоліта, Микола Трубач, В'ячеслав Малежик, Демарін Ігор, Наталя Бучинська, Анатолій Матвійчук, Наталія Шелепьницька, Віталій Білоножко, Світлана Білоножко, Ірина Сказіна, Маркіян Свято, Марина Одольська, Ірина Федишин, Ассоль, Ольга Добрянська, Володимир Матвієнко, Наталка Карпа, Алла Кудлай, Анатолій Матвійчук, Павло Дворський, Наталія Валевська та багато ін.[3]

## Творчі вечори
- У 1995, 2002 та 2005 роках в рамках фестивалю «Шлягер року» було організовано творчі вечори поета Юрія Рибчинського.

Серед артистів були: Лоліта, Анжеліка Варум, Йосиф Кобзон, Павло Зібров, Наталя Могилевська, Олександр Малінін.
- У 1996 та 2003 році відбулися творчі вечори композитора Ігоря Поклада.

Серед запрошених гостей Софія Ротару, Йосиф Кобзон,Тамара Гвердцителі, Наталя Могилевська, Катерина Бужинська та ін.
- У 2000 році було організовано перший сольний концерт Наталі Могилевської.

- У різні роки було організовано 5 творчих вечорів Олександра Злотника[4] , 7 концертів Павла Дворського, творчий вечір ВІА «Кобза».

- В рамках фестивалю «Шлягер року» було організовано усі вечори пам'яті Назарія Яремчука, а саме, перший захід відбувся у вересні 1995 році — через 3 місяці після смерті артиста.

У 2001 році відбувся захід присвячений 50-ти річчю Назарія Яремчука.
Починаючи з 2001 року фестиваль відбувається щорічно у Палаці «Україна». Ведучі заходу: Василь Ілащук, Ольга Сумська.
Почесні гості фестивалю: Дмитро та Назарій Яремчуки.
У різні роки на фестивалі виступали: Лілія Сандулесу, Михайло Грицкан, Дмитро Гнатюк та багато ін.